# Pyli (Cos)
Pyli (en griego: Πυλί (también: Pili) es un pequeño pueblo en la isla griega de Cos. El lugar es la sede administrativa del distrito del mismo nombre.

## Geografía
Pyli se encuentra a unos 15 kilómetros al suroeste de la ciudad de Cos o a unos 4 kilómetros al sur de Marmari, a unos 70 a 80 m s. n. m. (centro de la ciudad).
El lugar tiene una ubicación relativamente céntrica entre la península de Céfalos, en el suroeste, y la capital Cos, en el lejano oriente. La carretera principal de la isla entre Cos y Kéfalos pasa cerca de Pyli.
Su economía es esencialmente agrícola y se le conoce como el reino del tomate.

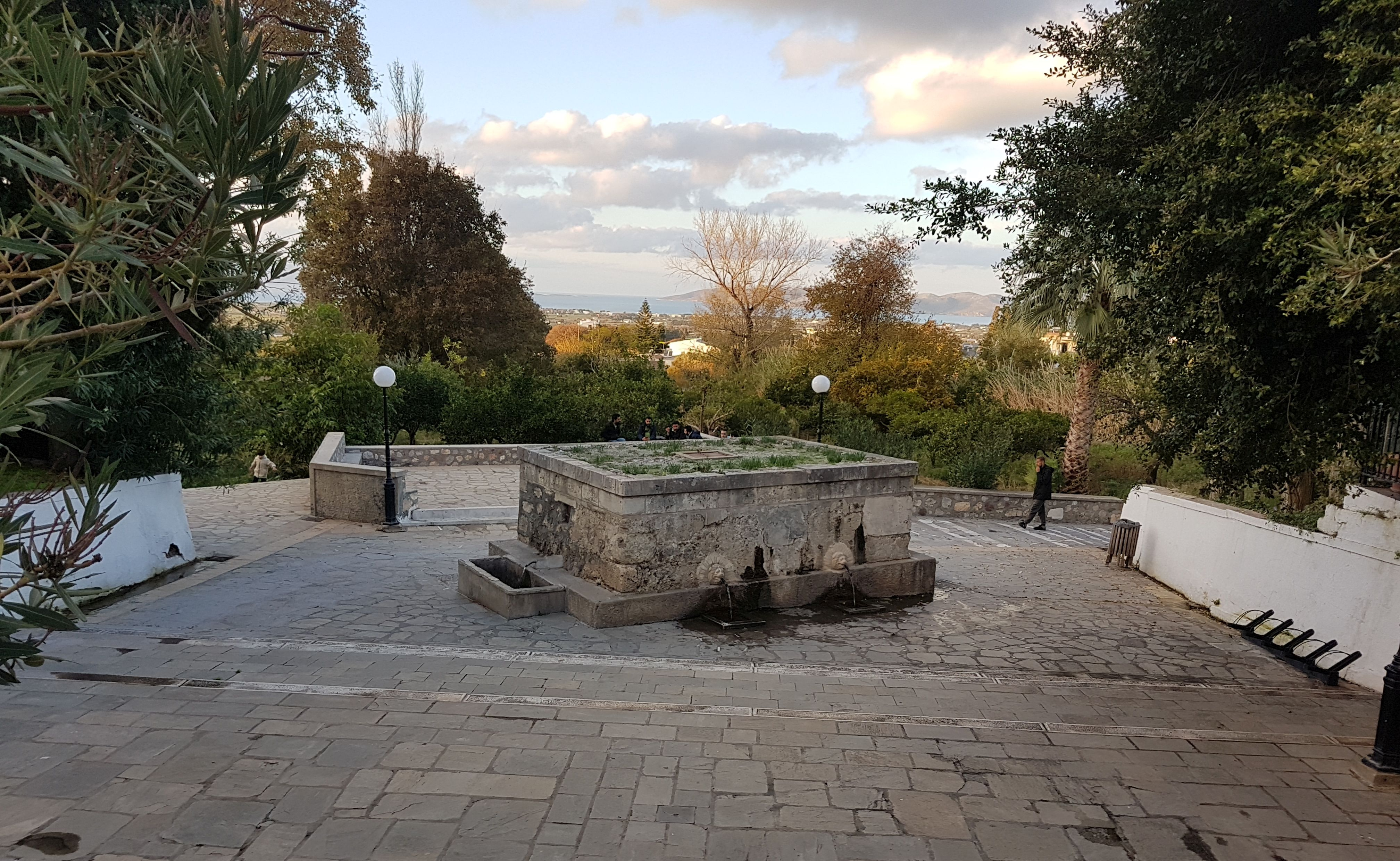
Pozo del pueblo viejo

## Historia
Se han encontrado arcos antiguos en las inmediaciones de la actual Pyli, y en la colina Psoriari (λόφο Ψωριάρη) restos de un antiguo santuario en honor a la diosa Deméter y Perséfone. Las excavaciones arqueológicas también han descubierto monedas de aproximadamente el año 200 a. C. Encontró. Esto demuestra que la actual Pyli también estuvo poblada en la antigüedad. Entonces se llamaba Peli (Πέλη).
Otra ciudad, Pyli, se desarrolló en la Edad Media alrededor del castillo bizantino de Peripatos, construido entre los siglos IX y XI. Se construyó el siglo. El castillo cayó en mal estado a medida que se desarrolló y fue reconstruido cuando la Orden de San Juan ocupó Kos. Después de la revolución de 1821, el antiguo pueblo de Pyli (Paleo Pyli), que, como toda la isla de Cos, ahora pertenecía al Imperio Otomano, fue despoblado por las autoridades otomanas y finalmente abandonado en 1830 tras el brote de cólera. Los habitantes griegos fundaron el nuevo Pyli ( Νέο Πυλί), también llamado simplemente Kato (Kato / Κάτω). Desde el 7 de mayo de 1912, Pyli, como el resto de la isla de Cos, estuvo ocupada por Italia y anexada a Grecia el 7 de marzo de 1948.
A raíz del movimiento de refugiados de 2015, el gobierno griego instaló un campo cerca de Pyli.

## Población y estructura política, economía.
Pyli pertenece al municipio de Dikeos, que alberga a 7130 personas (2011). El municipio de Dikeos está dividido en distritos urbanos. Había 3036 personas viviendo en el distrito de Pyli ( Δημοτική Κοινότητα Πυλίου ) (2011). El distrito urbano incluye la pequeña ciudad de Pyli ( Πυλί ) con 2469 habitantes (2011) y el pueblo de Marmari (Μαρμάρι) con 567 habitantes (2011).
| Año       | 1951 | 1961 | 1971 | 1981 | 1991 | 2001 | 2011 |
| --------- | ---- | ---- | ---- | ---- | ---- | ---- | ---- |
| Población | 2049 | 1883 | 1508 | 1816 | 2453 | 2431 | 2469 |

El principal sector económico es la agricultura y la ganadería, y más recientemente el turismo. Una proporción significativa de las personas que buscaron protección en la Unión Europea y llegaron a Kos como parte de la crisis de refugiados en Europa a partir de 2015 se encuentran actualmente en Pyli (2019).

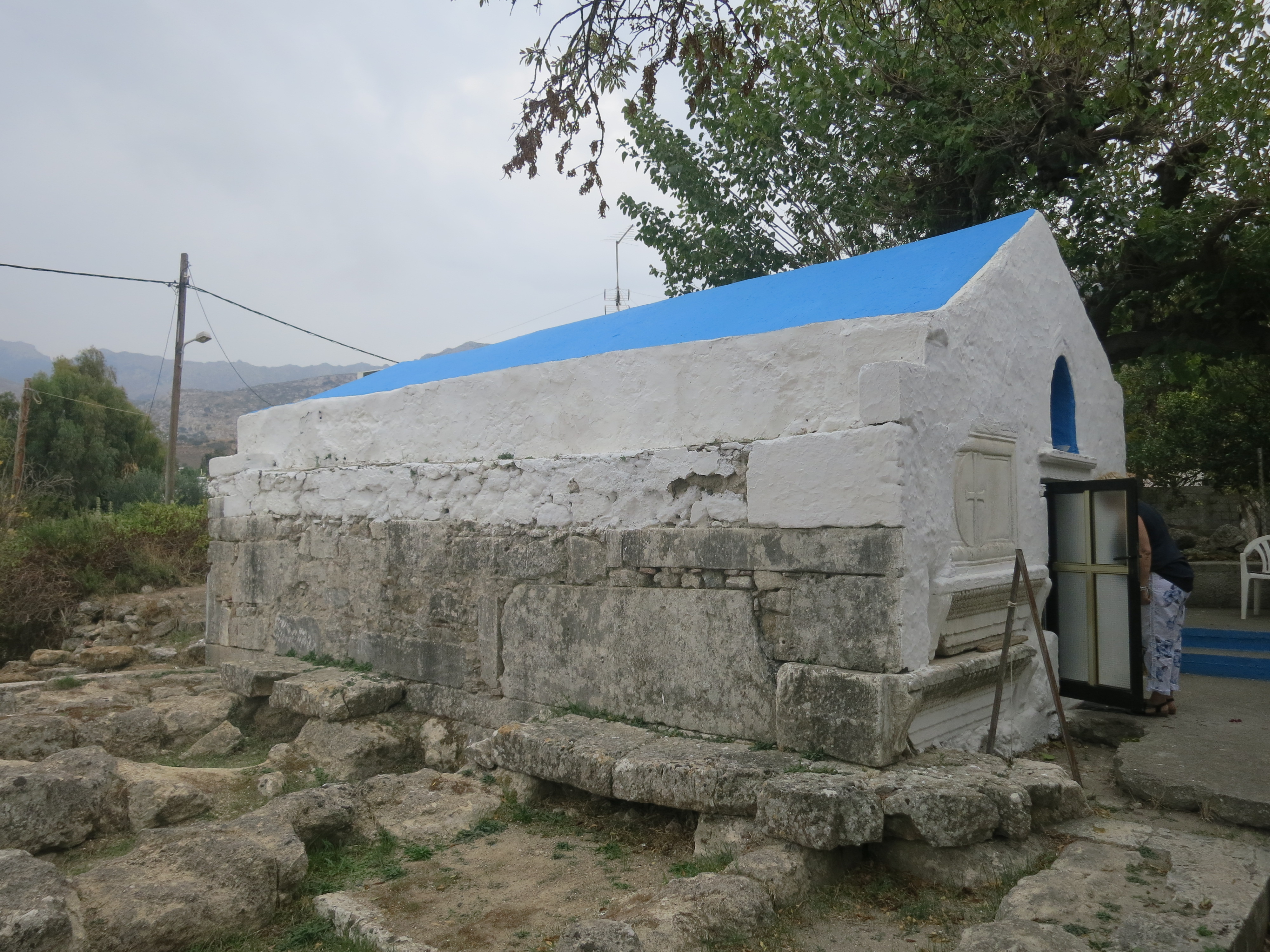
Capilla sobre la tumba de Charmylus, hijo de Chairylus

## Patrimonio
Dentro de su legado patrimonial destaca:
- Palio Pyli (Παλιό Πύλι), pueblo abandonado con un ruinoso castillo de sanjuanista.
- Embalse de Pyli (Λίμνη του Πυλίου).
- Casa en Pyli (Πυλιώτικο Σπίτι), que muestra el estilo de vida agrícola de una familia hasta los años cincuenta.
- Antiguo pozo en el centro del pueblo, el agua brota, entre otras cosas, de bocas de dragón de piedra. La fuente data de la época del dominio otomano y fue construida alrededor de 1592 (ver: Manantial de Pyli).
- Tumba de Charmylos, hijo de Chairylos, el héroe legendario y rey de Cos en la antigüedad. La tumba rectangular con bóveda de cañón, llamada Charmyleion, data de finales del siglo IV hasta principios del siglo III a. C.[7]
- Paleo Pyli es el antiguo asentamiento que actualmente permanece deshabitado.